# Sevenans
Sevenans település Franciaországban, Territoire de Belfort megyében. Lakosainak száma 696 fő (2022. január 1.). Sevenans Andelnans, Bermont, Botans, Dorans, Trévenans és Meroux-Moval községekkel határos.

## Népesség
A település népessége az elmúlt években az alábbi módon változott:
| Lakosok száma | 700  | 688  | 723  | 701  | 702  | 702  | 703  | 695  | 696  |
|               | 2013 | 2015 | 2016 | 2017 | 2018 | 2019 | 2020 | 2021 | 2022 |